# Demolish & Build 2018
Demolish & Build 2018 est un jeu simulation, développé par le studio indépendant Noble Muffins et publié par Demolish Game S.A. sur Steam, le Microsoft Store et le Nintendo eShop. Il a été publié le 8 mars 2018 pour la version Windows et le 15 janvier 2020 sur Nintendo Switch.

## Système de jeu
Le jeu consiste à gérer une entreprise de démolition, développez votre entreprise à l’aide de divers contrats qui vous seront donnés.

## Accueil
Selon ArwennaVampyr de nintendo-master , « Demolish & Build 2018 est un bon titre de simulation et de gestion. Dommage d’avoir attendu deux ans pour avoir ce portage sur Switch, dommage surtout que les nombreux bugs présents n’ont pas été corrigés pendant ces deux années ! Espérons qu’une mise à jour pourra aider ça. ».
D'après Alex Chevalier de nintendotimes, « Demolish & Build 2018 essaie d'offrir quelque chose dans le genre de la simulation qui plairait à de nombreux joueurs, en ce sens que vous pouvez être un expert en démo et faire exploser des bâtiments, écraser des objets, puis effectuer une construction de remplacement. Malheureusement, le jeu ne parvient pas à créer une simulation réaliste, combinée à des éléments visuels et audio assez bruts, et à des systèmes de progression et de jeu secondaires déroutants. La seule démolition que je ferai à ce stade est de supprimer le jeu de ma Switch. », il lui donnera la note de 4/10.